# نادي فوجيا
نادي فوجيا (بالإيطالية: U. Triestina 2012)‏، نادي كرة قدم إيطالي يقع في مدينة فودجا في إيطاليا، تأسس عام 1920.
يلعب حاليا في Lega Pro Prima Divisione B.